# Albatros C.V
L'Albatros C.V est un biplan biplace d'observation et de bombardement léger allemand de la Première Guerre mondiale. C'est aussi le premier avion développé par la firme de Johannisthal après le départ de Ernst Heinkel pour la firme Hansa-Brandenburg.

## Albatros C.V
Ce nouveau biplan biplace de reconnaissance portant la désignation-constructeur Albatros L.14 était l’aboutissement de différentes tentatives d’amélioration du C.III, et se caractérisait principalement par un nouveau moteur 8 cylindres en ligne à réducteur développé spécialement pour cet avion, le Mercedes D IV de 220 ch. Ce moteur était installé sous un capot soigneusement caréné, contrairement aux appareils précédents dont les têtes de cylindres étaient largement dégagées. Ce moteur devait s’avérer capricieux mais il fut tout de même construit 426 C.V (dont 2 prototypes). Cet appareil armé de 2 mitrailleuses pouvait également emporter 180 kg de bombes et fut donc employé pour l’observation, la reconnaissance et le bombardement léger.
L’Albatros C.V fit son apparition au front début 1916, mais les premiers appareils (C.V/16) souffraient de problèmes de refroidissement et étaient lourds aux commandes. La solution consista à redessiner l’aile inférieure avec des saumons arrondis, adopter des ailerons et gouvernes de profondeur compensées, et surtout remplacer les radiateurs latéraux de fuselage par un radiateur unique au plan supérieur. Devenu C.V/17, le biplace continuait à poser des problèmes de moteur, le réducteur cassant facilement. Il fut donc finalement remplacé par le C.VII.

## Albatros C.VII
Estimant que le problème du C.V venait uniquement de son moteur, Robert Thielen monta sur le C.V/16 un 6 cylindres en ligne Benz Bz IV de 200 ch, beaucoup plus fiable que le Mercedes D IV. On obtenait ainsi l'Albatros L.18, un appareil ayant les qualités de vol du C.III avec d’excellentes performances. Mis en service fin 1916 comme Albatros C.VII, cet appareil fut utilisé sur tous les fronts en 1917, souvent employé comme bombardier tactique. On a compté jusqu’à 350 Albatros C.VII simultanément en service. Outre de nombreux C.V renvoyés en usine pour modification, environ 500 exemplaires furent construits par Albatros et différents sous-traitants.

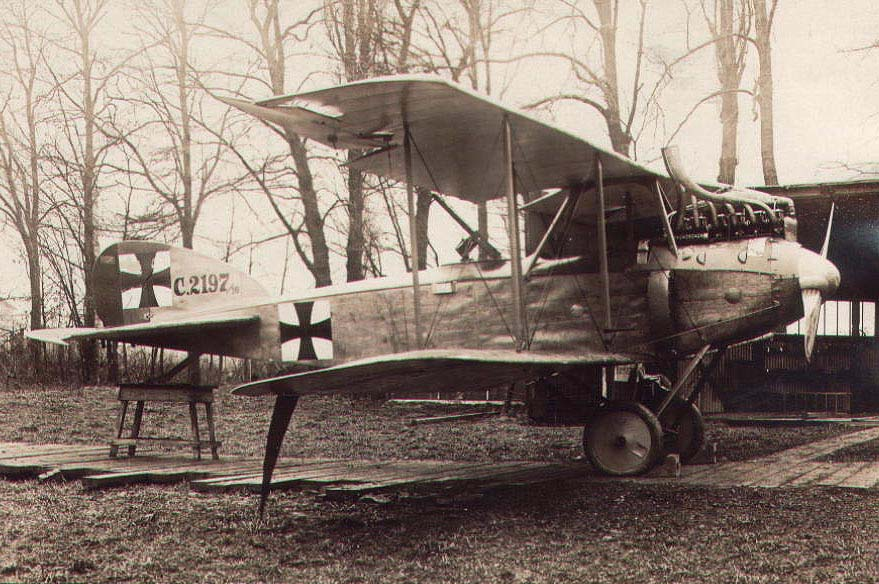
Albatros C.VII vers 1917

Outre la Luftstreitkräfte, quelques C.V/C.VII furent récupérés par la Lettonie en 1920.

## Albatros C.VIII N
À l'exemple de l'AEG N.I, l'Albatros C.VIII N fut une tentative de créer un bombardier nocturne à partir du C.VII. L'envergure des ailes fut étendue pour augmenter la capacité d'emport de bombes, mais doté d'un moteur Mercedes D.III de 160 ch, seul disponible pour ce type de projet, l'appareil s'avéra trop peu puissant et en resta au stade de l'unique prototype.